# Sztyeppei bölény
A sztyeppei bölény (Bison priscus) az emlősök (Mammalia) osztályának párosujjú patások (Artiodactyla) rendjébe, ezen belül a tülkösszarvúak (Bovidae) családjába és a tulokformák (Bovinae) alcsaládjába tartozó fosszilis faj.

## Előfordulása
A sztyeppei bölény a mai Eurázsia és Észak-Amerika füves pusztáinak egykori lakója volt, a középső pleisztocén és a középső holocén korszakok között, azaz 1,8 millió és 5400 évvel ezelőtt. Az elterjedése magába foglalta a mai Brit-szigeteket, Európát, Közép-Ázsiát, Szibéria északi és északkeleti részeit, a Bering-földhídat, valamint Észak-Amerikát Északnyugat-Kanadától egészen Mexikóig.

## Alfajai
Eddig három alfaját azonosították (az alfajok nem ABC-sorrendben, hanem kifejlődésük szerint vannak listázva):
- Bison priscus priscus
- Bison priscus mediator
- Bison priscus gigas

## Kifejlődése
Feltételezések szerint ez az állat a dél-ázsiai Bison palaeosinensisból fejlődött ki; tehát ugyanott és ugyanakkor, amikor az őstulok (Bos primigenius) jelent meg; emiatt a két állat későbbi leszármazottainak kövületeit néha összetévesztik. A sztyeppei bölény kortárs volt az európai Bison schoetensackival és európai bölénnyel (Bison bonasus), valamint a mai Japánon élt Bison hanaizumiensisszal és az észak-amerikai hosszúszarvú bölénnyel (Bison latifrons).
Ez a tulokfaj a holocén közepén halhatott ki; helyét az európai bölény vette át. 2016-ban egy elhamarkodott kutatás arra a következtetésre jutott, hogy az európai bölény a sztyeppei bölény és az őstulok hibridje. Az európai barlangrajzokon úgy a sztyeppei bölény, mint az európai bölény is megtalálható.

## Megjelenése
Ez a bölényfaj főleg az amerikai bölénynek (Bison bison) az erdei alfajára hasonlít. A marja 2 méter magas, testtömege 900 kilogramm lehetett. A szarvhossza több mint 50 centiméter, a szarvhegyek közti távolság 1 méter volt.

## Képek

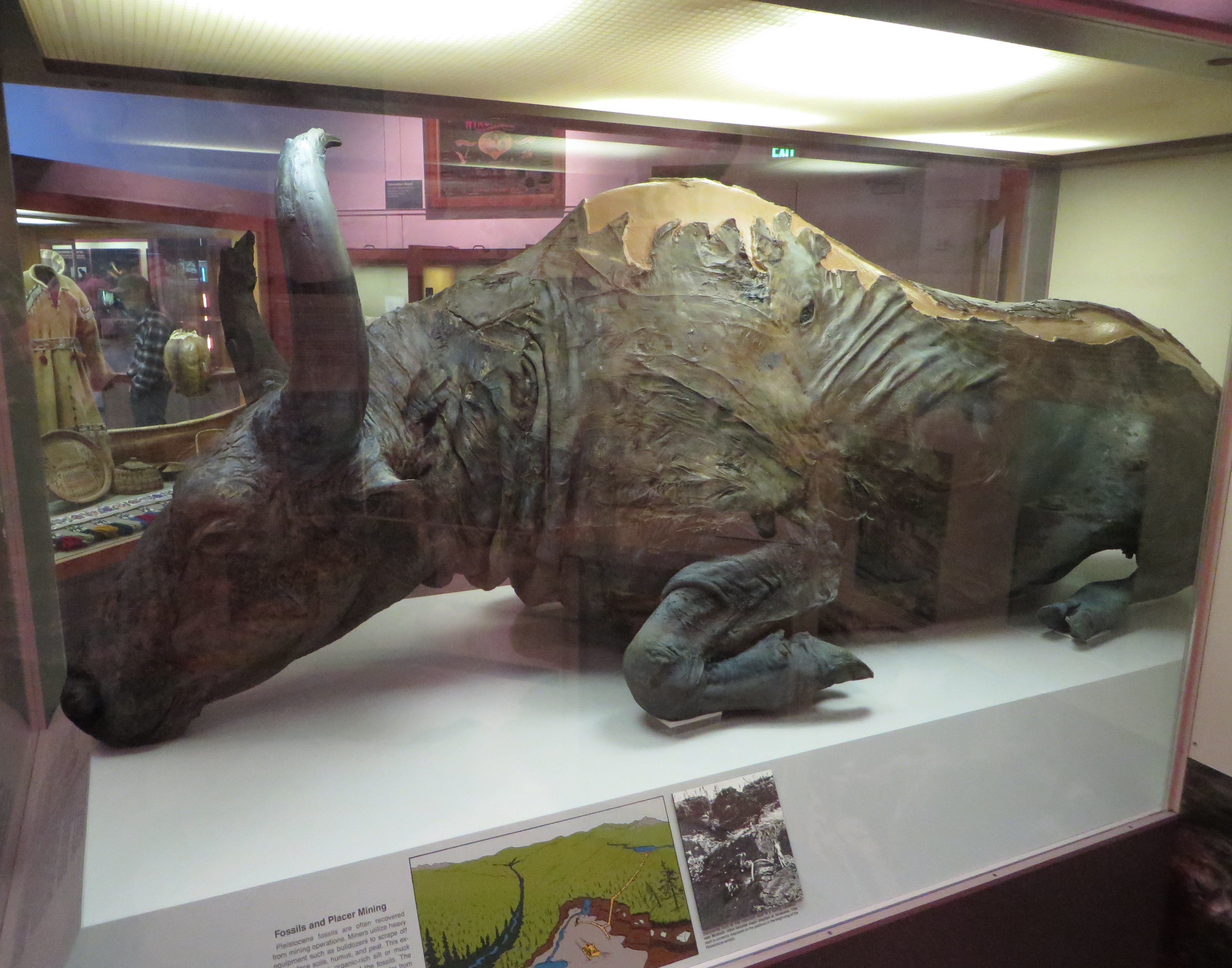
Fagyott múmiája
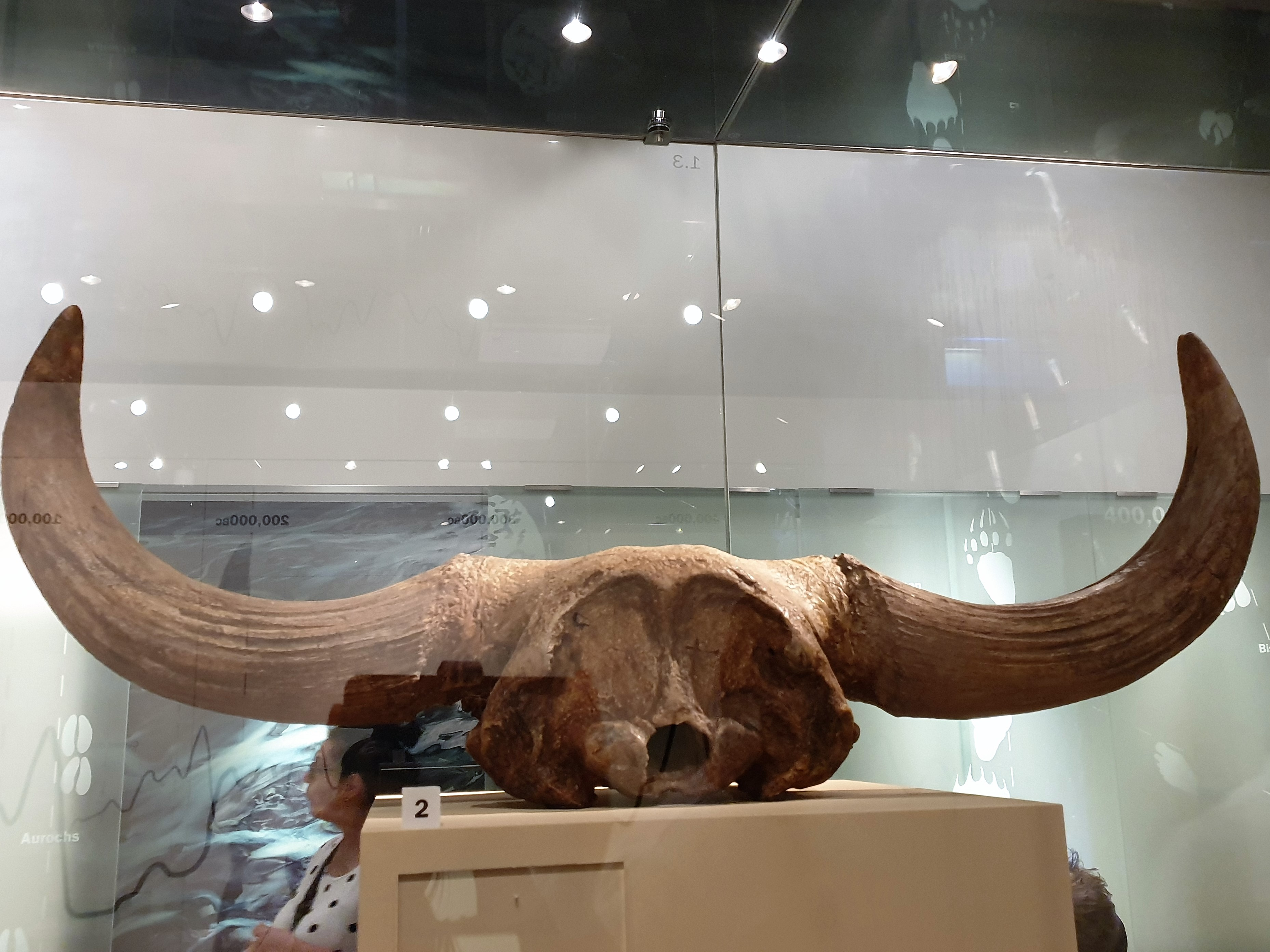
A koponya teteje és szarvai
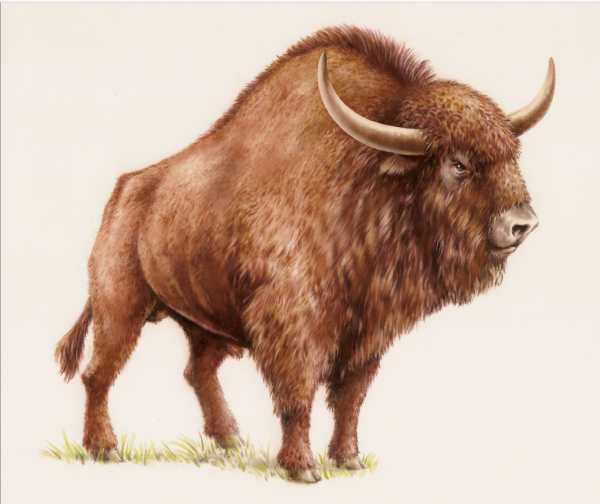
és modern rajzon

## Fordítás
- Ez a szócikk részben vagy egészben  a   Steppe bison című angol Wikipédia-szócikk ezen változatának fordításán alapul.  Az eredeti cikk szerkesztőit annak laptörténete sorolja fel. Ez a jelzés csupán a megfogalmazás eredetét és a szerzői jogokat jelzi, nem szolgál a cikkben szereplő információk forrásmegjelöléseként.